# Physaloptera caucasica
Physaloptera caucasica — вид гельмінтів родини Physalopteridae класу нематод; кінцевий хазяїн — мавпа, рідше людина, у яких Physaloptera caucasica паразитує у шлунку, стравоході, тонкий кишці; проміжні хазяїни — різноманітні хребетні тварини.